# Lastiesas Bajas
Lastiesas Bajas (Latiesas Baixas en aragonés) es una localidad española perteneciente al municipio de Jaca, en la Jacetania, provincia de Huesca, Aragón.
- Datos: Q545092
- Multimedia: Lastiesas Bajas / Q545092